# 야마자키 사야카
야마자키 사야카(일본어: 山崎 さやか, 1985년 1월 22일 ~ )는 일본의 여자 축구 선수이다.

## 국가대표팀 경력
그녀는 2002년 FIFA U-19 세계 여자 축구 선수권 대회에 참가할 일본 U-19 국가대표팀에 발탁되었다. 2003년 하계 유니버시아드에도 출전, 은메달 획득에 기여했다.